# Pascal Verrot
Pascal Verrot est un chef d'orchestre français, né à Lyon le 9 janvier 1959. Il est le directeur du Sendai Philharmonic Orchestra (Japon).

## Biographie
Diplômé en musicologie de la Sorbonne, il obtient au Conservatoire de Paris, le premier prix de direction d'orchestre (professeur, Jean-Sébastien Béreau) ainsi qu'un prix d'analyse (professeur, Claude Ballif). Dans le même temps, il fait ses débuts comme hautboïste et chef d'orchestre de l'orchestre d'harmonie Union musicale de Villefranche-sur-Saône (de 1977 à 1982). Il se perfectionne auprès de Franco Ferrara à l'Académie Chigiana de Sienne (1984, 1985)
En 1985, il se fait reconnaître internationalement en obtenant le 3e prix et le Prix spécial Hideo Saito à l'occasion du Concours international de direction d'orchestre de Tokyo. Seiji Ozawa lui offre de devenir son assistant à l'Orchestre symphonique de Boston, et il occupe ce poste de septembre 1986 jusqu'en juin 1990. Il enseigne aussi la direction d'orchestre au New England Conservatory.
Depuis, il est constamment invité à diriger des orchestres réputés, non seulement dans les grandes villes de France, notamment l'Orchestre philharmonique de Radio France, l'Orchestre national de France, l'Orchestre de Paris, l'Ensemble orchestral de Paris, l'Orchestre des Concerts Lamoureux, l'Orchestre national Bordeaux Aquitaine, l'Orchestre national de Lyon, et l'Orchestre philharmonique de Strasbourg, mais aussi en Europe, comme l'Orchestre de la Suisse romande, l'Orchestre de Radio Luxembourg, etc.
À l'opéra, il fait ses débuts en 1987 avec la Chauve-Souris à l'Opéra de Lyon. À l'occasion de l'Année Mozart, il dirige Les Noces de Figaro au Conservatoire National Supérieur de Musique de Paris. Il a l'occasion également de diriger La Dame de pique de Tchaïkovski à Québec. Dernièrement il dirige de 1996 à 1999, successivement les trois grands opéras de Mozart - Da Ponte, à savoir Così fan tutte, Don Giovanni et les Noces de Figaro à l'Opéra de Metz. Dans le même théâtre, il dirige également des ballets comme Daphnis et Chloé de Ravel ou le Festin de l'araignée de Roussel. En avril 1998, il dirige les représentations du Faust de Gounod, en collaboration avec l'Opéra-Comique de Paris et des chanteurs d'opéra chinois appelés du monde entier pour l'inauguration du nouvel Opéra de Shanghai.
En Amérique du Nord, outre l'Orchestre symphonique de Boston, il dirige de nombreux orchestres notamment l'Orchestre symphonique de Montréal, l'Orchestre symphonique de Toronto et le Utah Symphony Orchestra. À partir de 1991, il est nommé directeur musical de l'Orchestre symphonique de Québec, un des orchestres les plus renommés pour son histoire au Canada, poste qu'il occupe jusqu'en 1998. En 2003 il est nommé directeur de l'Orchestre de Picardie, poste qu'il occupe jusqu'en 2010.
Sa première rencontre avec le Japan Shinsei Symphony Orchestra a lieu lors du Concert des lauréats du Concours International de direction d'Orchestre de Tokyo en 1986. Depuis 1992, il dirige l'orchestre comme chef invité. En avril 1999, il est nommé chef principal et dirige l'orchestre dans Bacchus et Ariane de Roussel.

## Répertoire
Dans sa discographie, on trouve son premier disque à la tête de l'Orchestre symphonique de Québec, les œuvres d'Albert Roussel (Symphonie n° 4, etc.), qui a été encensé par la critique internationale et mis en nomination aux Premières Victoires de la musique classique dans la catégorie "Contribution d'un artiste ou d'un orchestre étranger à la musique française". On le trouve aussi à la tête de l'Orchestre de Bretagne pour diriger les œuvres de Guy Ropartz (Timpani), à la tête de l'Orchestre philharmonique de Monte-Carlo pour diriger les œuvres pour violoncelle et orchestre de Camille Saint-Saëns (Arion), et à la tête du Japan Shinsei Symphony Orchestra pour diriger la Symphonie n° 8 de Dvořák.